# Бренда Кастільйо
Бренда Кастільйо (5 червня 1992, Сан-Крістобаль) — волейболістка з Домініканської Республіки, ліберо. Учасниця трьох Олімпіад Найкраща ліберо Олімпійських ігор 2012 року в Лондоні. Переможниця Панамериканських ігор і Панамериканського кубка.

## Клуби
| Роки      | Команди                        |
| --------- | ------------------------------ |
| 2007—2010 | «Сан-Крістобаль»               |
| 2009—2011 | «Мірадор» (Санто-Домінго)      |
| 2010—2011 | «Кріольяс де Кагуас»           |
| 2012—2015 | «Рабіта» (Баку)                |
| 2015—2016 | «Локомотив» (Баку)             |
| 2016—2017 | «Бауру»                        |
| 2017—2019 | «Крісто-Рей» (Санто-Домінго)   |
| 2020—2021 | «Бауру»                        |
| 2021—2023 | «Савіно Дель Бене» (Скандіччі) |
| 2023—2024 | «Веро Воллей» (Монца)          |
| 2024—     | «Савіно Дель Бене» (Скандіччі) |

## Статистика
Статистика на літніх Олімпійських іграх:
| Рік    | Турнір           | Ігри | Сети | Очки | Ср. | Місце | Примітки |
| ------ | ---------------- | ---- | ---- | ---- | --- | ----- | -------- |
| 2012   | Олімпійські ігри | 6    | 20   | 0    | 0   | 5     |          |
| 2021   | Олімпійські ігри | 6    | 23   | 0    | 0   | 8     |          |
| 2024   | Олімпійські ігри | 4    | 15   | 0    | 0   | 8     |          |
| Всього | Всього           | 16   | 58   | 0    | 0   |       |          |